# Joseph von Gerlach
Joseph von Gerlach (3. april 1820 i Mainz—17. december 1896 i München) var en tysk anatom.
Gerlach studerede 1837—41 i Würzburg, München og Berlin, promoverede 1841 i Würzburg med afhandlingen Ober das Eiterauge og praktiserede i Mainz 1843—50 samtidig med, at han dyrkede mikroskopi og forberedte Handbuch der allgemeinen und speciellen Gewebelehre 1848. Gerlach kaldtes 1850 til ordentlig professor i anatomi i Erlangen, til professoratet knyttedes patologisk anatomi (til 1865) og fysiologi (til 1872). Gerlach tog sin afsked 1891. Hans navn er knyttet til en ofte forekommende klap ved blindtarmens indmundingssted i tyktarmen, beskrevet i Beobachtung einer tödtlichen Peritonitis - als Folge einer Perforation des Wurmfortsatzes (1847) og i Zur Anatomie und Entwickelungsgeschichte des Wurmfortsatzes (1859). Gerlach indførte 1847 fyldning af hårkarrene med karmin, ammonium og gelatine og 1855 den histologiske anilinfarvning (Mikroskopische Studien 1858). Han skrev yderligere Die Photographie als Hilfsmittel mikroskopischer Forsehung (1863), Das Verhältnis der Nerven zu den willkürlichen Muskeln der Wirbelthiere (1874) og Beiträge zur normalen Anatomie des menschlichen Auges (1880).